# کاری ماتسامان

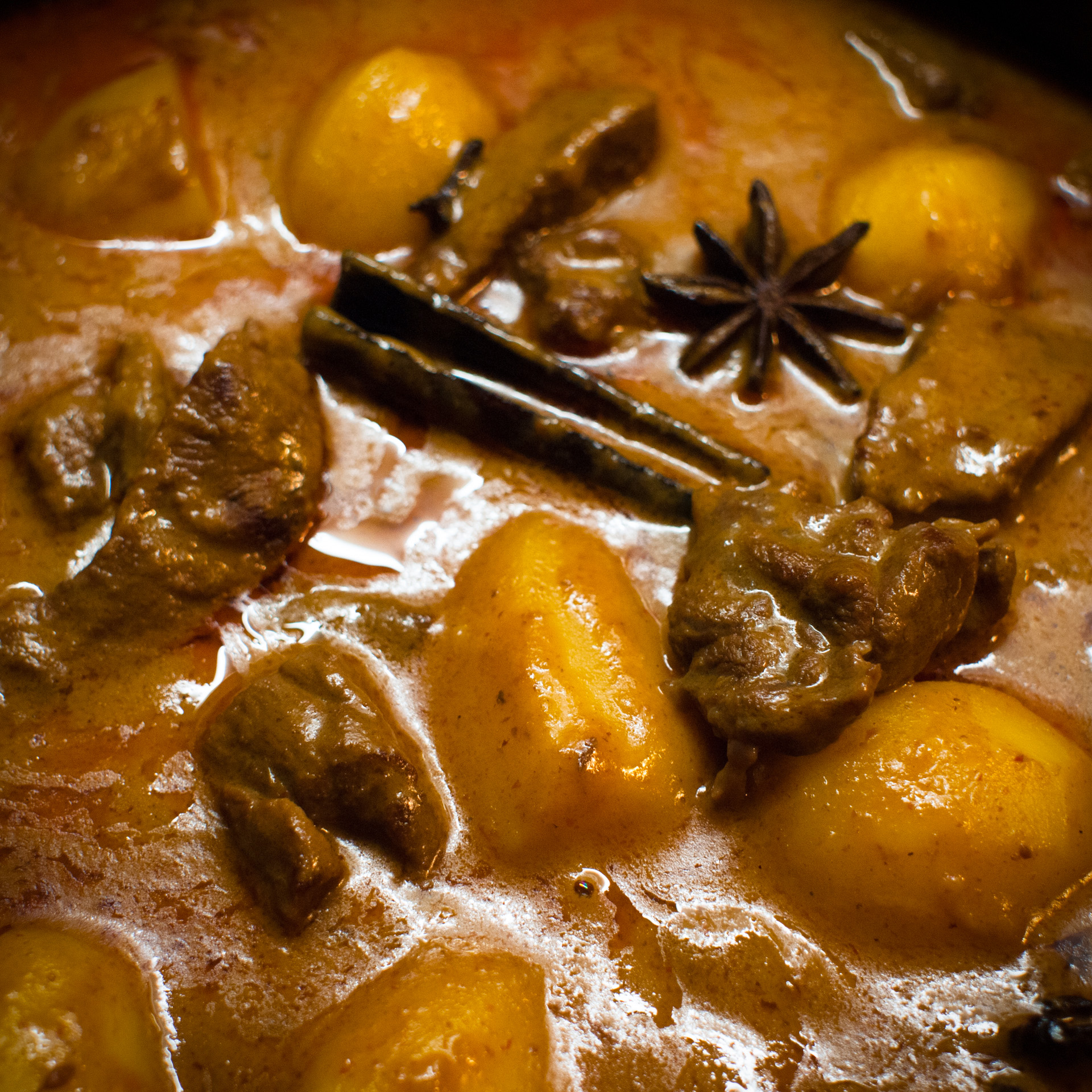
ماتسمان نِـئا (ماتسمان با گوشت گاو) با سیب‌زمینی، بادیان ختایی، دارچین و میخک صدپر

کاری ماتسامان (تایلندی: มัสมั่น؛ آرتی‌جی‌اس: matsaman; تلفظ mát.sā.màn) خوراک تایلندی پُرمَلات و کمی تند با منشأ ایرانی است که با پودر کاری تهیه می‌شود.

## خاستگاه
واژهٔ «ماتسمان» و «ماسمان»، صورتِ قدیمی و غیرمتداول واژهٔ «مسلمان» و در اصل تایلندی نیستند؛ این واژه‌ها، در آثارِ نویسندگان مسلمان اواسط قرن ۱۹ میلادی به صورت «کاریِ موسولمان» ثبت شده‌اند.
دیوید تامپسون، متخصص غذاهای تایلندی و سانتی ساوت‌ویمون، روزنامه‌نگار و محقق تایلندی هر دو معتقدند که خاستگاه این غذا، ناحیه تایلند مرکزی در قرن هفدهم و در دربار «آیوتایا» است و به بازرگان مشهور ایرانی شیخ احمد قمی بازمی‌گردد. او بنیان‌گذار و جدِ خاندان اشرافی بوناگ در تایلند است.

## محبوبیت
در سال ۲۰۱۱ میلادی، کارشناسان غذایی سی‌ان‌ان، در مقاله‌ای تحت عنوانِ «۵۰ غذای خوشمزهٔ دنیا»، کاری ماتسامان را در صدر فهرست خود قرار داده و آن را به عنوان خوشمزه‌ترین غذای جهان برگزیدند. بعدها، خوانندگان سی‌ان‌ان در یک نظرخواهی دیگر برای انتخاب «۵۰ غذای خوشمزهٔ جهان»، آن را در جایگاه دهم قرار دادند.